# Mostagedda
Mostagedda (An Nazlah al-Mustajiddah) è un sito archeologico dell'Alto Egitto conosciuto anche con il nome di Mustagidda.
Si tratta di una necropoli che copre quasi tutto l'arco della storia egizia. Di particolare rilevanza le sepolture delle popolazioni nomadi provenienti dal deserto occidentale nubiano.